# Lund–Bjärreds Järnväg
Lund–Bjärreds Järnväg (LBJ) var en normalspårig järnväg i Skåne, som ursprungligen ägdes och trafikerades av Lund–Bjärreds spårvägsaktiebolag.

## Sträckning
Järnvägen var 11 km lång och gick mellan Lund och Bjärred. De ursprungliga stationerna och hållplatserna var följande:
- Lund V – ändstation med stort stationshus. Stationen hade spårförbindelse med SJ-stationen, Lund C[7].
- Nybble – hållplats med väntkur och stickspår för lastning av betor.
- Gammelmark – hållplats med väntkur, och efter 1902 även lastspår.
- Fjelie – station med stickspår och betlastning. I tidtabellerna förekom även stavningen Fjälie.
- Leråkra – mindre station med anslutning till Flädie via stickspår.
- Flädie – ursprungligen endast godshållplats med anslutning till SJ; från 1904 även med persontrafik. Nåddes via stickspår från Leråkra.[1]
- Kanik – till att börja med endast hållplats, men från 1906 med fast bemanning på grund av det närbelägna tegelbruket.
- Bjärred – ändstation med stationshus identiskt med det i Lund V.

## Planering
Åren kring sekelskiftet 1800/1900 var havsbad populärt efter mönster från Tyskland. För lundabor var Bjärred en näraliggande badort med en stor havsbadsanläggning. Den hade två restauranger, dansbana, ett stort resandestall, badhotell och ett stort kallbadhus längst ut på en 450 meter lång brygga i det mycket långgrunda vattnet vid Bjärreds strand. Planer uppstod därför på att bygga någon form av spårförbindelse dit. Ursprungligen hade man tänkt sig en elektrisk spårväg, därav bolagets namn, men elektrisk drift visade sig för dyrt, och man valde därför att satsa på en järnväg med ångdrift. Denna öppnades den 26 juli 1901.

## Drift
För driften införskaffades två små ånglok och ett lokstall byggdes vid Lund V. Det var tanklokomotiv utan tendrar och axelföljden B1. Ursprungligen planerade man två klasser, 3 och 4; 4 enligt mönster från Tyskland men även Malmö-Limhamns järnväg, där 4:e klass var en ren ståplatsavdelning. Man beslutade sig emellertid för två klasser, 2 och 3, båda med sittplatser. Vagnarna var boggievagnar med träsoffor i båda klasserna, 3:e klass hade dessutom ledstänger längs väggarna för stående passagerare (sittplatserna i 3:e klass var placerade på längden, rygg mot rygg mitt i vagnarna). 2:a klass var rymligare med vanliga tvärplacerade säten, och hade gardiner för fönstren. Vagnarna var försedda med toalett, som senare emellertid gjordes om till konduktörskupéer; en av vagnarna hade dessutom ångvärme för vinterbruk. För vinterbruk fanns det även en tvåaxlig vagn med ångvärme. Man hade också ett mindre antal godsvagnar, främst för bettransporter. Sommartid hyrde man dessutom extra vagnar från andra järnvägsbolag. Andra klass försvann redan 1904, samtidigt som standarden i 3:e klass förbättrades.

## Elektrifiering
Redan när Lund fick sitt kommunala elverk 1907 hade planer på elektrifiering av järnvägen diskuterats. Det dröjde dock till 1916, då järnvägen hade övertagits av Lunds stad, förrän planerna realiserades. Som leverantör visade sig emellertid Sydkraft vara förmånligare än stadens eget elverk. Man valde samma system som SJ, 15 000 V enfas växelström på 15 Hertz. Man införskaffade även en motorvagn, som i stället för sittplatser hade en resgodsavdelning. Vagnen hade två motorer på 74 kW vardera. Den var treaxlig, med axelföljd A1A. Senare, 1927, anskaffades ytterligare en motorvagn, tvåaxlig med axelföljd A1 och med sittplatser i stället för godsavdelning.

## Ekonomi
Järnvägen var redan från början en av Sveriges mest olönsamma järnvägar, och det förhållandet förbättrades inte. Lunds stad som var den största långivaren till järnväg satte bolaget i konkurs 1910 och staden blev efter rekonstruktionen ensam ägare till järnvägen från 1911, tillsammans med den lika olönsamma Lund-Revinge Järnväg. Driften av järnvägarna hanterades därefter i samförvaltning av Lund stads Järnvägar och 1918 slogs bolaget samman med Lund-Revinge järnvägsaktiebolag till Bjärred-Lund-Harlösa Järnvägaktiebolag. Inte heller detta bolag blev någonsin lönsamt, och 1939 lades Bjärreddelen ned för gott och persontrafiken upphörde på Harlösadelen.

## Efter nedläggningen
Stationshuset Lund V revs 1948. Lokstallet användes som lagerbyggnad av Tekniska Verken fram till 1962, då också det revs. Sträckan mellan Flädie och Fjelie trafikerades med bettåg av Statens Järnvägar fram till 1955 och revs upp 1958. Fjelievägen som går från Lund mot Bjärred följer den gamla banvallen mellan Fjelie och Leråkra. Närmast Lund Västra byggdes under 1940-talet en kilometer industrispår delvis på den gamla banvallen och på en del av detta spår stod mellan 1989 och 2012 sex järnvägsvagnar som användes som vandrarhem. Denna spårstump och vagnarna togs bort i samband med byggandet av kontor och boende i Sockerbruksområdet.